# Ахала Гекабел
Ахала Гекабел (амх. አኬላ ገብስኤል, романизовано Achala Gekabel; 23. август 2000) етиопски је пливач чија специјалност су спринтерске трке делфин стилом.

## Спортска каријера
Дебитантски наступ на међународној сцени имао је на светском првенству у малим базенима у кинеском Хангџоуу 2018. где је учествовао у квалификацијама обе спринтерске трке делфин стилом (88. на 50 и 76. на 100 делфин).
На светским првенствима у великим базенима дебитовао је у корејском Квангџуу 2019. где се такмичио у квалификацијама трка на 50 делфин (84) и 100 делфин (званично на последњем 77. месту).